# RC-135 (航空機)
RC-135
飛行中のRC-135 リベットジョイント
- 用途：偵察機
- 製造者：ボーイング
L-3 コミュニケーションズ
- 運用者：アメリカ空軍
イギリス空軍
- 生産数：32機
- 生産開始：1961年
- 運用状況：現役
- 原型機：C-135 ストラトリフター

RC-135は、アメリカ空軍の偵察機。愛称はRC-135U コンバット・セント、RC-135V/W リベットジョイント、RC-135S コブラボールのように型式ごとに異なる。C-135 ストラトリフター輸送機またはKC-135 ストラトタンカー空中給油機をベースとし、偵察・情報収集などの機能を組み込んだ機体である。ただし社内モデル番号は739と別のものが使われている。
新規に製造されたのはRC-135A/Bのみ。はじめは1964年に電子偵察機として改修されたが、その後信号収集機能や弾道ミサイル情報収集、弾道ミサイル実験の光学・電磁情報収集などの情報諜報機能を追加改修で装備し、同じ型式から他のそれぞれ違う形式に改修されたり、輸送機や空中給油機からの改修やその逆もあり、これら改修によって型番が複雑になっている。また、機体の任務性質上、機密性も高く、正確な情報を把握するのは困難でもある。
現在はオファット空軍基地所属の第55航空団にて、RC-135Sが3機、RC-135Uが2機、RC-135Vが8機、RC-135Wが9機、それぞれ運用されていると見られている。
日本国内では、KC-135の飛行隊が配備されている沖縄県のアメリカ軍嘉手納基地へ飛来し、北朝鮮の弾道ミサイルを監視する任務に就くこともある。
現用の偵察機各形式に対しては、エンジンをP&W社製のTF33からCFMインターナショナル社製のF108に換装するリエンジンプログラムが実施された。最初に換装されたのはV型（63-7292）で、他のS/U/V/W型も順次換装された。

## 各型式について
RC-135シリーズには複数のバリエーションがあるが、変遷について以下のように整理できる（太字は現役のモデル）。
| ベース機           | 型式              | 型式 | 型式              | 型式    | 型式    | 型式    |
| ------------------ | ----------------- | ---- | ----------------- | ------- | ------- | ------- |
| 新造機             | RC-135A           | →    | KC-135D           |         |         |         |
| 新造機             | RC-135B           | →    | RC-135C           | →       | →       | RC-135V |
| 新造機             |                   |      | └→                | RC-135U | →       | RC-135V |
| 他任務機からの改造 | C-135A            | →    | RC-135D           | →       | KC-135A |         |
| 他任務機からの改造 | KC-135A           | →    | KC-135R（偵察型） | →       | KC-135A |         |
| 他任務機からの改造 | KC-135A           |      | └→                | KC-135T | →       | RC-135T |
| 他任務機からの改造 | KC-135A           | →    | →                 | →       | RC-135S |         |
| 他任務機からの改造 | EC-135B           | →    | RC-135X           | →       | RC-135S |         |
| 他任務機からの改造 | C-135B            | →    | →                 | →       | RC-135S |         |
| 他任務機からの改造 | C-135B            | →    | RC-135E           |         |         |         |
| 他任務機からの改造 | C-135B            | →    | RC-135M           | →       | RC-135W |         |
| 他任務機からの改造 | C-135B            | →    |                   |         | RC-135W |         |
| 他任務機からの改造 | KC-135R（給油型） | →    | →                 | →       | RC-135W |         |

### KC-135A
以下の3機のKC-135から、1961年に改修が開始された即席の偵察機。よって形式は変わっていない。
- 55-3121
- 59-1465
- 59-1514

### KC-135R リベットスタンド/リベットクイック
1967年7月から改修が開始された3機の偵察機。以下のKC-135Aがリベットスタンド/リベットクイックとなった。
- 55-3121
- 59-1465
- 59-1514

1967年にネブラスカ州で59-1465が墜落した後の代替として、1969年に以下のKC-135Aがリベットクイックとなった。
- 58-0126

その後KC-135T コブラジョーに改修された1機を除く全機がKC-135Aに戻されている。
後に給油機型にも同じ形式が使われているが、無関係である。

### KC-135T コブラジョー
1970年に、KC-135R リベットクイックがKC-135T コブラジョーに改修された。
- 55-3121

後に、この機体は RC-135T リベットダンディーに改修された。
こちらも後に給油機型に同じ形式が使われているが、無関係である。

### RC-135A

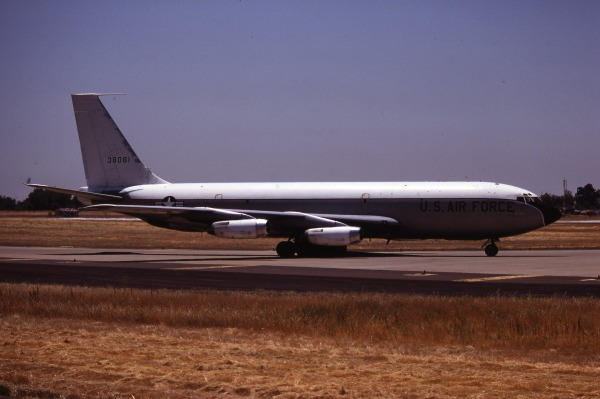
RC-135A

地図用の地形探査・航空写真撮影機。4機製造。ほどなく任務が偵察衛星に置き換わり、人員輸送用に用いられた。
後に空中給油機KC-135Dへ改修。

### RC-135B
電子偵察機。10機製造。TF33ターボファンエンジンを最初から装備しており、外見はC-135Bとほとんど変わらない。

### RC-135C ビッグチーム
戦略偵察機として運用するため、RC-135Bに電磁情報収集用の機器を追加した機体。
前部胴体両側面に巨大なアンテナフェアリングを装着していたので外観上の大きな特徴となっていた。
全10機のRC-135Cは後に7機がRC-135V リベットジョイント、3機がRC-135U コンバットセントに改修された。

### RC-135D リベットブラス
1962年から以下の3機のC-135を改修して作られた電子偵察機。
- 60-356
- 60-357
- 60-362

後に空中給油機KC-135Aへ改修。

### RC-135E リベットアンバー
以下のC-135Bを改修した、巨大なフェーズドアレイレーダーを搭載した弾道ミサイル観測機。
- 62-4137

1969年6月5日にベーリング海上で原因不明の振動を報告した後行方不明になり、喪失している。

### RC-135M リベットコード

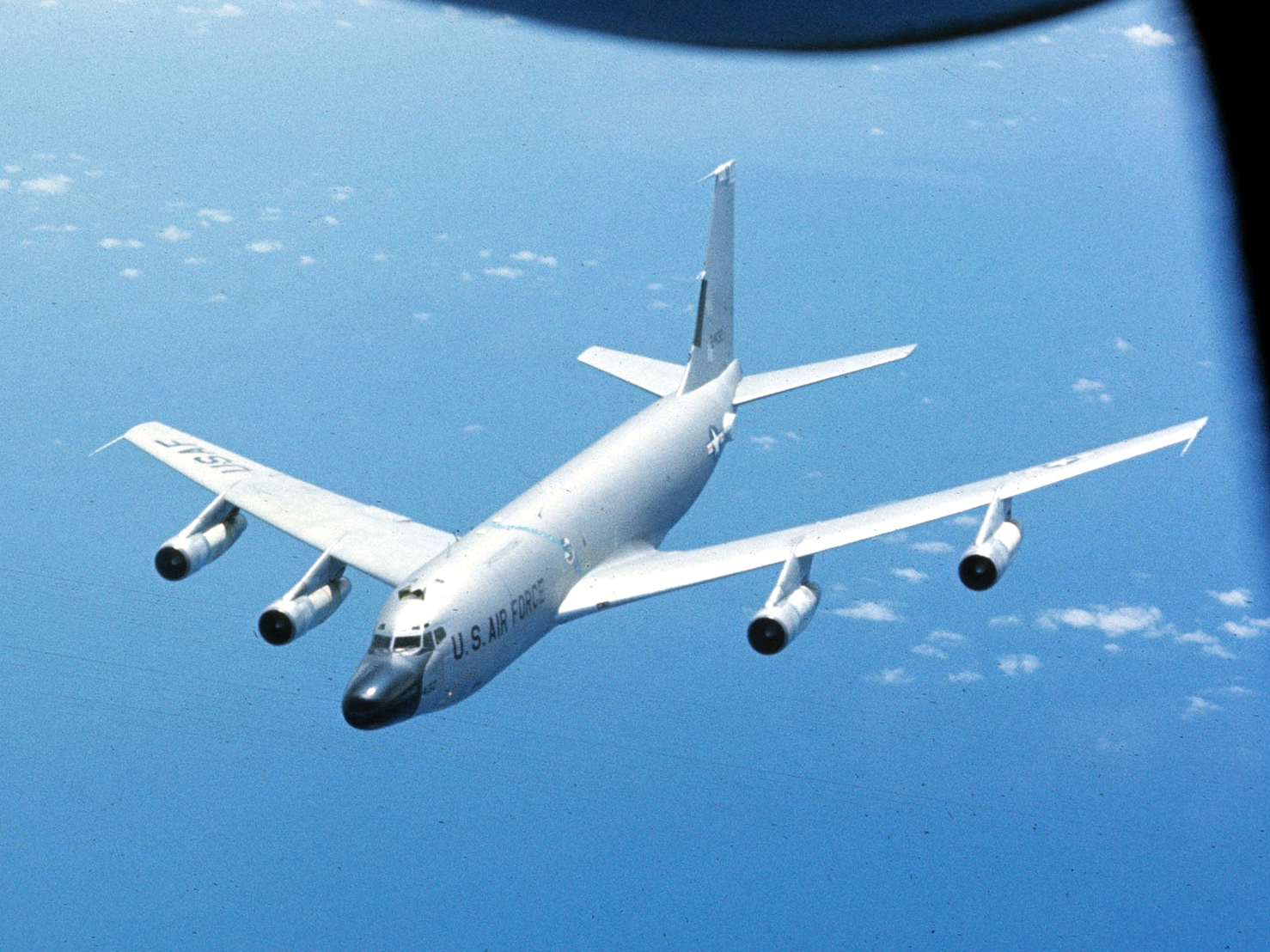
RC-135M リベットコード

1966年にRC-135Dの後継機としてC-135を改修。
- 62-4131
- 62-4132
- 62-4134
- 62-4135
- 62-4138
- 62-4139

外観は機首下のレーダーが前方に長く延長され、胴体後方下部にも電子機器を装備しフェアリングで形成されていた。
一時期、横田・嘉手納両基地で運用されたが、後にRC-135Wへ改修。

### RC-135S リベットボール/コブラボール
弾道ミサイルの光学/電子情報収集機。

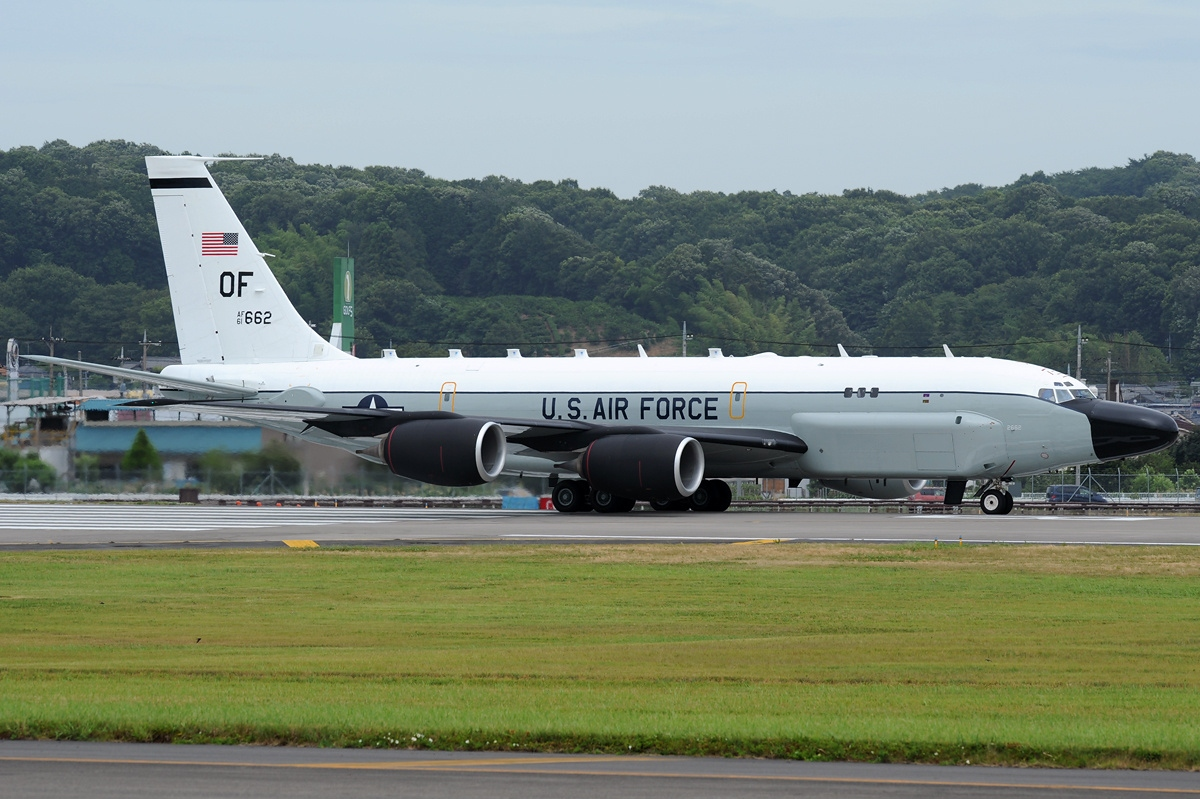
RC-135S コブラボール

1962年にKC-135Aから次の1機改修運用されていたが、1969年1月13日にシェミア島の空軍基地着陸時、ハイドロプレーニングによるオーバーラン事故で喪失、乗員18名は生存。
- 59-1491

直後に以下のC-135BおよびRC-135Xを改修。
- 61-2662
- 61-2663
- 62-4128

なお、上記のほかに以下のC-135Bからの改修機があるが、同機もシェミア島で1981年3月15日に悪天候の中の着陸事故を起こし喪失している。乗員24名中6名が死亡。
- 61-2664

同型機は外観に多くの計測機器やアンテナが飛び出していて形態に多くの種類があったが、胴体右側に観測用カメラを備えたことで、有害光反射防止のため右主翼とエンジンナセルが黒く塗られているのが大きな特徴である。
最新の形態は飛び出していた機器を収納したフェアリングを装着し、後述のRC-135V/Wの形態に近いものとなっている。

### RC-135T リベットダンディー
電磁情報収集機。
- 55-3121

1985年2月25日に、バルディーズ (アラスカ州)付近でCFITによる事故で喪失、乗員3名も死亡。

### RC-135U コンバットセント

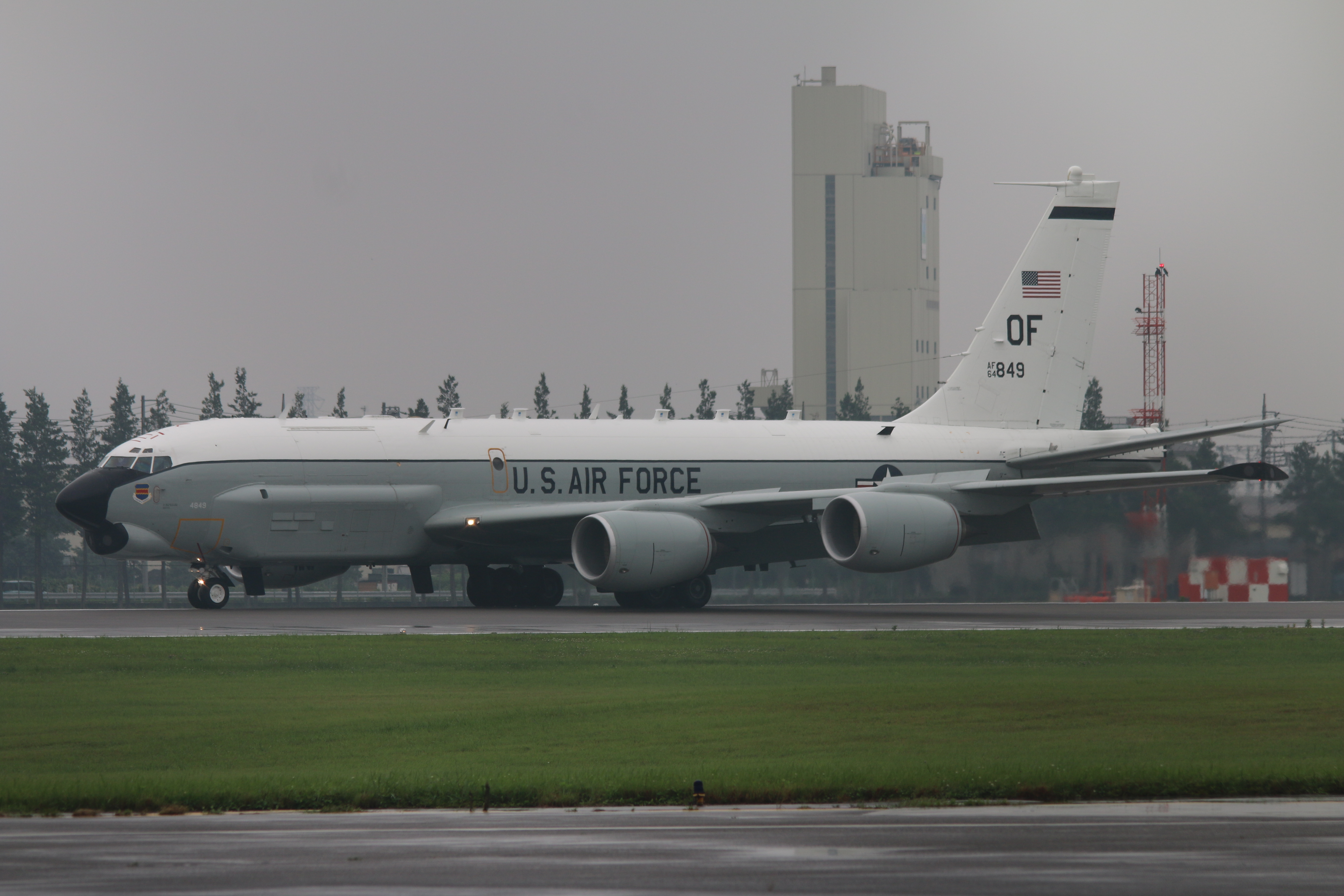
RC-135U コンバットセント

信号情報収集機。外観に大きな特徴のある以前のC型のフェアリングを装着している。
- 64-14847
- 64-14849

以下の機体は後にRC-135Vへ改修。
- 63-9792

### RC-135V/W リベットジョイント

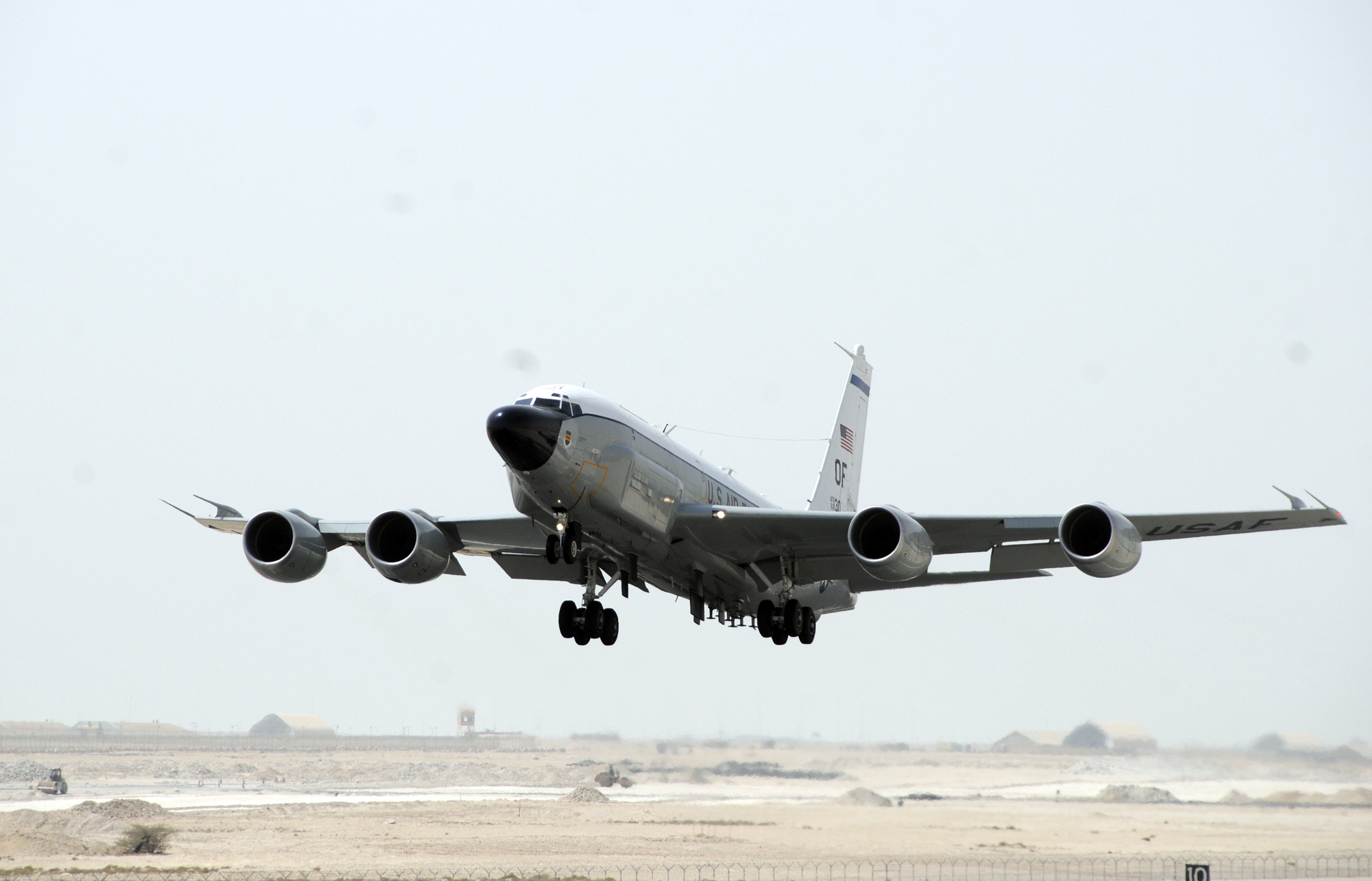
RC-135 リベットジョイント

信号情報収集機。V/W型共に基本的な装備は同じである。

V型はRC-135CとRC-135Uからの改修機。改修に際しC型で装着されていた巨大アンテナフェアリングをスリムに再形成し、機首下のレーダーが前方に長く延長している。
- 63-9792
- 64-14841
- 64-14842
- 64-14843
- 64-14844
- 64-14845
- 64-14846
- 64-14848

W型はRC-135MとC-135Bからの改修機。改修に際しV型と同じ形態のアンテナフェアリングを前部胴体両側面に装着し、M型で装備していた胴体後方下部のフェアリングを撤去している。
- 62-4125
- 62-4126
- 62-4130
- 62-4131
- 62-4132
- 62-4134
- 62-4135
- 62-4138
- 62-4139

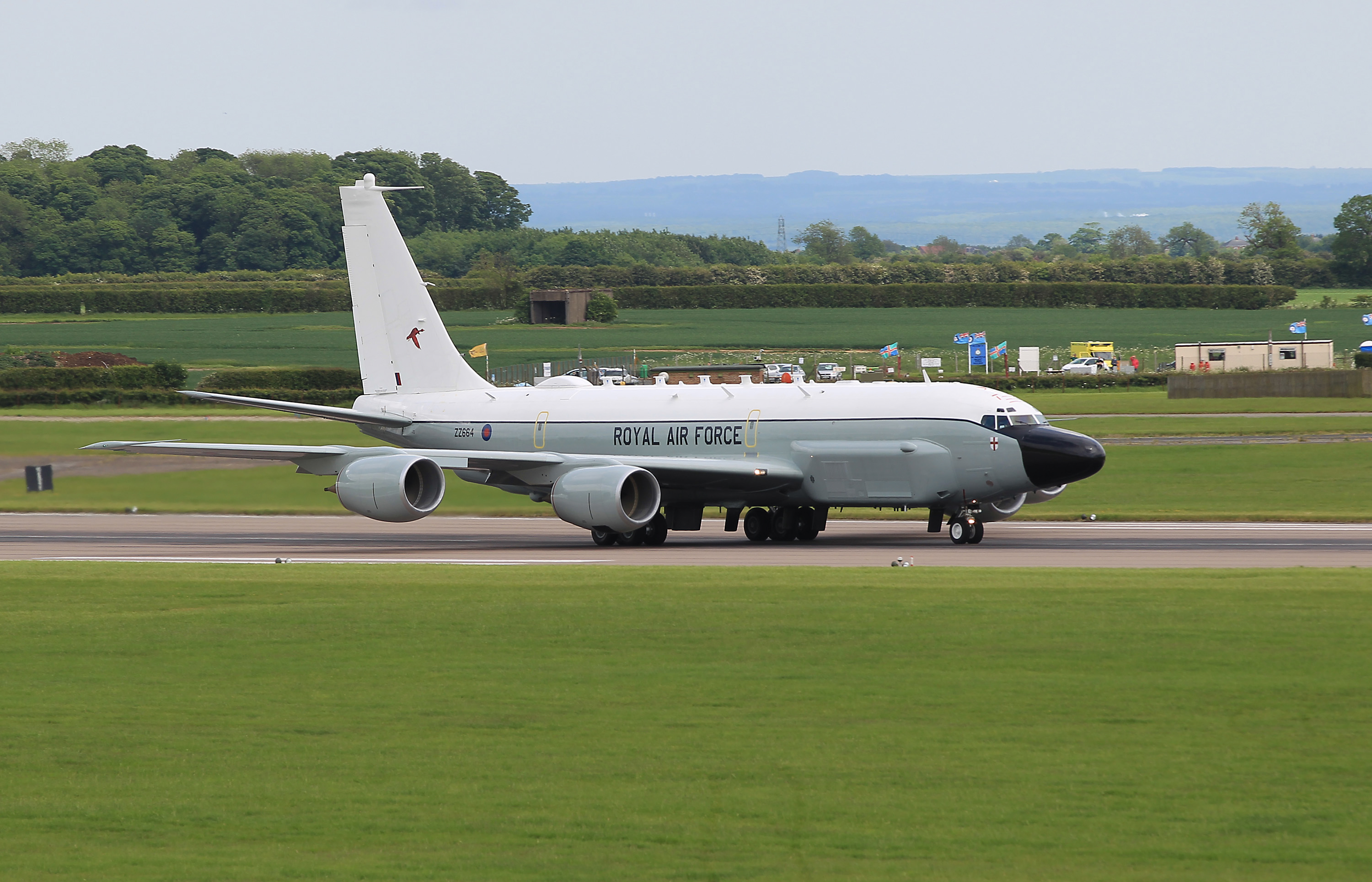
イギリス空軍のRC-135W

後にイギリス空軍でも、Project Airseekerの計画名で3機の（偵察型ではない方の）KC-135RがRC-135Wに改修されて引き渡され、ニムロッドR.1の後継として2014年から英ワディントン空軍基地にて運用している。
- 64-14833 → ZZ664
- 64-14838 → ZZ665
- 64-14830 → ZZ666

### RC-135X コブラアイ
アメリカ空軍と陸軍が共同開発した弾道ミサイル情報収集機。EC-135Bより1機改修。
- 62-4128

1995年にRC-135Sに改修された。